# Potentilla richardii
Potentilla richardii là loài thực vật có hoa trong họ Hoa hồng. Loài này được Lehm. miêu tả khoa học đầu tiên năm 1849.